# Instrumento musical digital
Um instrumento musical digital (IMD) é um instrumento musical cuja característica principal é o seu som ser criado digitalmente. Isso faz com que estes instrumentos tenham uma forma de tocar diferente dos instrumentos acústicos. Na maioria dos instrumentos musicais acústicos, o tocar consiste em manipular um ressonador em seu corpo, como membranas, cordas e palhetas, enquanto no IMD, tal ressonador pode não existir. Um IMD costuma ser dividido em 3 partes: uma interface para capturar gestos, um sintetizador para a geração do som e um mapeamento que cria uma relação entre a primeira parte com a segunda.
Um instrumento musical digital pode ser descrito de diversas formas. Robert Moog, pioneiro na criação de instrumentos, os definem a partir de sua composição estrutural, que deve apresentar um gerador de som, uma interface visual e tátil que receba os comandos do músico, e um meio físico para conectar estas duas partes. Já Pressing classifica um IMD como todo dispositivo com um campo de controle e interação, onde o processador de saída de áudio já está embutido. Essa última definição vai de encontro com a proposta por Miranda e Wanderley.
Estes instrumentos ainda podem ser divididos em quatro grupos distintos: versões eletrônicas de instrumentos acústicos; instrumentos aumentados; instrumentos inspirados nos modelos tradicionais; e instrumentos alternativos. A primeira categoria diz respeito aos equipamentos que utilizam a mesma estrutura física e os mesmos conceitos sonoros de um instrumento orgânico, com a diferença de gerar som a partir de meios eletrônicos. Semelhante a esta classe, a segunda categoria aumenta as capacidades de um instrumento acústico a partir do uso de dispositivos eletrônicos, ao passo que a terceira categoria consiste na criação de IMD inspirados nos modos de construção, funcionamento e execução de instrumentos tradicionais, e a quarta e última trata de elementos não-musicais empregados no IMD, com destaque para joysticks, mesas digitalizadoras, tablets, teclado QWERT e mouse.
A criação destes instrumentos utiliza conceitos das mais variadas áreas da música e da computação, como acústica, processamento de sinais digitais, programação de computadores e interação humano-computador (IHC). Além disso, é possível verificar que há um constante crescimento no número de publicações no congresso internacional New Interfaces for Musical Expression (NIME) sobre o desenvolvimento de novas tecnologias na expressão musical e por consequência um aumento no número de novos IMD. Isso pode ser resultado da facilidade de acessar novas tecnologias, redução do custo de dispositivos como Rasberry Pi e da utilização de dispositivos open source hardware como placas Arduino e Micro Bit.

## A interface
As interfaces padrão de comunicação com o computador são seus dispositivos de entrada, como o teclado e o mouse. Tais dispositivos, são bastante úteis para entradas de dados textuais e gráficos mas não são necessariamente adequadas para a criação musical. Assim, muitas vezes a construção de um novo IMD passa por criar novas interfaces para a comunicação do músico com seu instrumento. Tal comunicação é iniciada pelo gesto de tocar feito pelo instrumentista e esta ação pode ser capturada por meio de diferentes sensores como câmeras, giroscópios, sensores de proximidade, sensor de distância, flexômetros, e outros.

## O sintetizador
O sintetizador de um instrumento musical é a sua voz e é responsável por emitir seu som. Este sintetizador pode ser feito em software utilizando uma linguagem de programação musical, como Pure Data, CSound ou Supercollider, ou utilizando uma linguagem de programação de uso genérico que possua API para a produção de som. Apesar de chamarmos esta parte do instrumento de sintetizador ela não precisa, necessariamente, utilizar técnicas de síntese. Este sintetizador pode ser um sampler, que utiliza sons de instrumentos reais, utilizar uma forma de onda básica (onda seno, onda triangular, onda dente de serra e onda quadrada), utilizar ruídos (ruído branco, ruído rosa, ruído marrom), ou utilizar a geração de sons por meio de uma técnica de síntese sonora como Síntese aditiva, Síntese subtrativa, modulação de frequência (FM), modulação de amplitude, modulação de fase, modelagem física, ou outras.

## O mapeamento
O terceiro e último elemento de um IMD é o mapeamento, que serve para ligar a interface ao sintetizador. Imaginando uma interface com diversos sensores e um sintetizador que aceita diversos parâmetros, como altura, dinâmica, articulação e coisa assim, podemos imaginar que este mapeamento pode ser feito de várias formas. A primeira, e mais simples, é o mapeamento de um-para-um, onde um sensor irá controlar um único parâmetro. Há ainda a possibilidade de termos mapeamentos mais complexos como o um-para-muitos, onde um sensor pode controlar diversos parâmetros, o mapeamento muitos-para-um, onde diversos sensores podem controlar um único parâmetro e ainda o muitos-para-muitos onde diversos sensores podem controlar múltiplos parâmetros.
Vale ressaltar que todo IMD é um instrumento musical eletrônico, mas nem todo instrumento musical eletrônico é um IMD. Em um instrumento musical eletrônico (IME), o som é gerado a partir da conversão de um sinal elétrico apenas por componentes eletrônicos, como por exemplo uma guitarra elétrica, teremim e o piano elétrico. Ou seja, não há uma unidade de mapeamento, uma vez que a o dispositivo de entrada é separado do dispositivo de síntese. Já em um IMD é necessário que os sinais elétricos gerados pela interface de entrada sejam convertidos em um sinal digital por um computador portanto mapeados, como por exemplo a guitarra digital You Rock Guitar e o Reactable Multitouch.

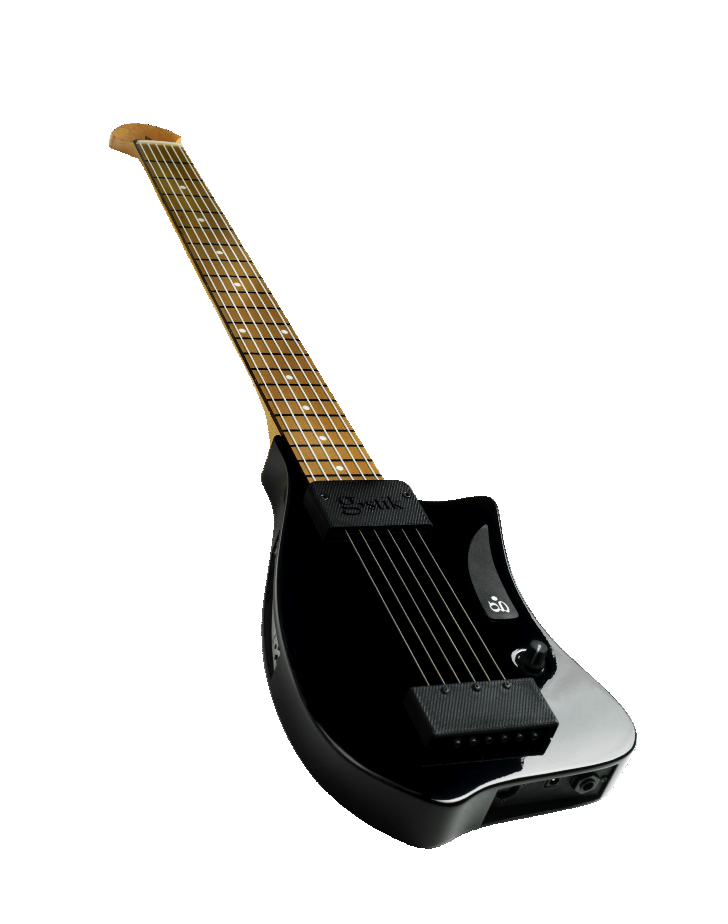
Guitarra digital - You Rock Guitar
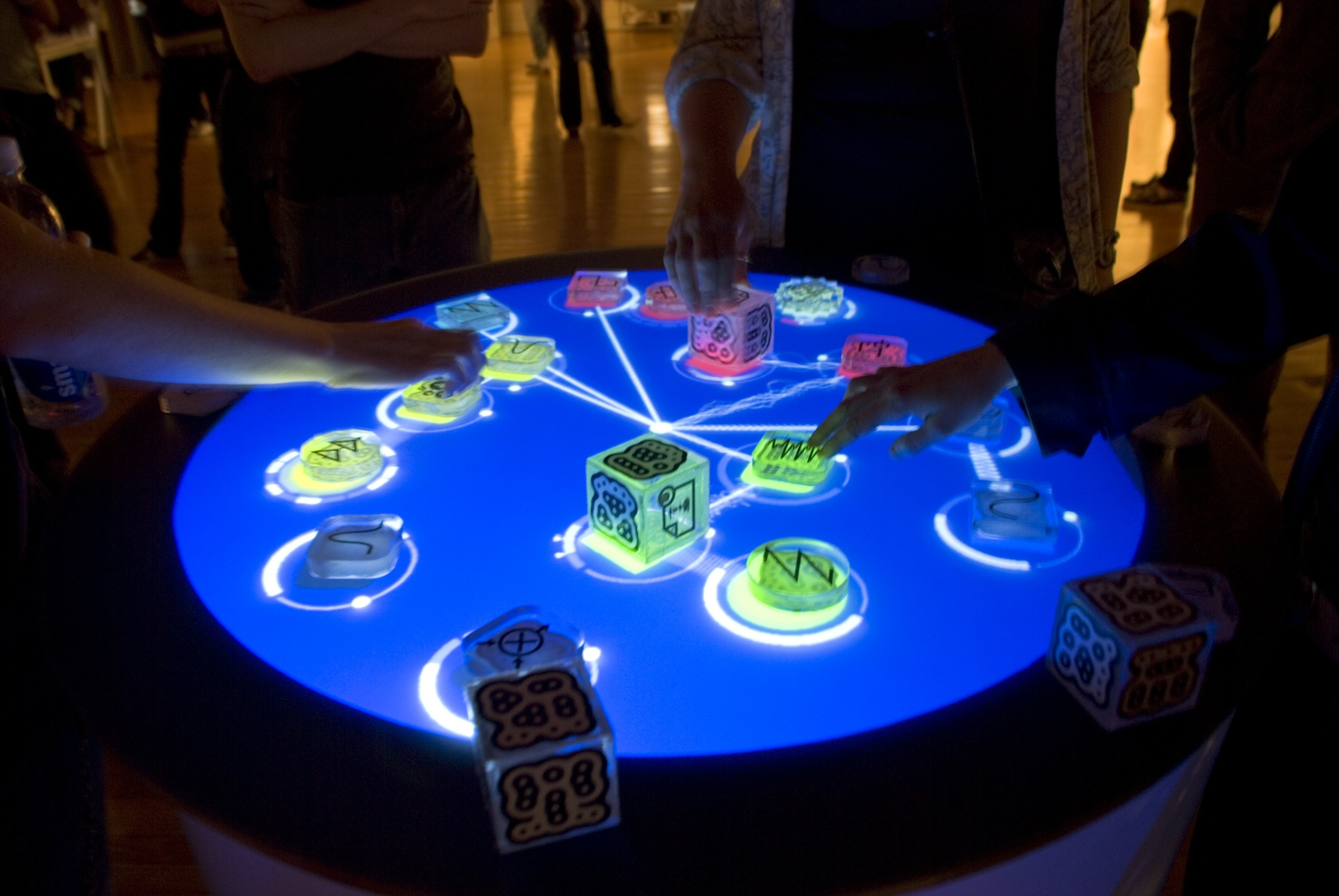
Reactable Multitouch

## Decisões para criação de um IMD[5]
Por conta de ser uma área relativamente nova, a criação de um instrumentos musical digital não segue regras pré-definidas, assim como seu design não está atrelado à continuação de uma tradição específica. Desse modo, debate-se a seguir as possíveis estratégias a serem seguidas, os seus prós e os contras.

### Agógica, precisão e expressividade
Na música,  o termo agógica (ou cinemática musical) é pautado na precisão e rigorosidade na qual um andamento é executado. Este elemento ajuda a compor a expressividade musical, definida como um conjunto de características que tornam diferentes as interpretações para uma mesma composição.
Como os computadores permitem a “correção” de possíveis falhas em nome da precisão computacional, pode acontecer uma enorme perda para a expressividade individual com o instrumento. Por outro lado, dar uma abertura muito ampla para a expressividade e não utilizar o poder computacional para auxiliar na execução de um instrumento pode impossibilitar a aprendizagem e execução do mesmo. A dificuldade, portanto, está em escolher entre uma total liberdade para com o instrumento, tornando-o muito complexo e impossível de ser aprendido de maneira exploratória e intuitiva, e uma super usabilidade baseada em precisão computacional, fazendo com que o IMD não seja atraente musicalmente.

### Escolha de sensores e atuadores
Os sensores e atuadores são os responsáveis pelas interações entre músicos e instrumento. No entanto, existem problemas relacionados a falta de qualidade desses dispositivos ou seus preços elevados. Além disso, eles podem causar instabilidade durante o uso do aparelho, acarretar em mau contato ou até mesmo curto-circuito.
Outra agrura é proveniente do modelo do dispositivo eletroeletrônico ser pouco acessível no mercado, de difícil manuseio ou ser uma tecnologia nova e pouco aderida pelo grande público. Existe também a questão que muitas vezes o luthier digital utiliza apenas peças de sua preferência, não levando em consideração o quão difundida ela é. Assim, o instrumento agrada somente ao seu criador.

### Interfaces e mapeamentos simples e diretos
O mapeamento é o responsável por ligar a interface que recebe entradas do músico e o sintetizador responsável pela geração sonora. Assim, o mapeamento está diretamente ligado a simplicidade do IMD. Ele pode ocorrer de duas formas: característica específica de uma composição ou como parte integral do instrumento. Com relação a esta segunda, ela irá definir o modo de interação com a interface, e assim, dar forma e personalidade ao instrumento.
O mapeamento um-para-um resulta em um conjunto isolado de atributos, obrigando o músico a raciocinar separadamente sobre cada parâmetro neste conjunto, uma ação difícil de ser executada em tempo real. Tal questão pode ser melhorada no formato um-para-vários, em que uma alteração significativa é agrupada em apenas um controlador. A desvantagem dessa configuração é que ela limita a manipulação do IMD. O mapeamento vários-para-um, extremo oposto deste último modelo citado, expande a liberdade de controle sobre um determinado parâmetro, e apresenta maior expressividade, entretanto não resolve os problemas que aparecem no formato um-para-um.
A abordagem mais indicada, portanto, é aquela que combina todas as supracitadas, o chamado mapeamento vários-para-vários. Essa forma de operação proporciona aos musicistas maior naturalidade, uma vez que o relacionamento entre gesto e som é construído de maneira intuitiva à medida que o usuário interage com a interface.

### Limitações das interfaces de propósito geral
Outro ponto que merece destaque diz respeito à aplicabilidade de uma interface de propósito geral. Estes elementos são comuns a diversas práticas computacionais, mas sua utilização em um IMD pode ser um pouco frustrante, já que eles podem ser pouco úteis. Dois exemplos de destaque são os teclados e mouses, responsáveis pela popularização dos comutadores pessoais e extremamente necessários a eles, mas que representam um problema em um instrumento digital, dado que são lentos e não apresentam ajuste fino.

### Cópia digital de um instrumento acústico
Uma abordagem comum para a criação de um IMD é copiar um instrumento já existente. No entanto, tal abordagem já se mostrou equivocada na criação de guitarras e instrumentos digitais de sopro. Sendo assim, o design destes instrumentos deve focar mais nas habilidades de instrumentistas com estes equipamentos, sugerindo novos controladores e formas de ampliar a capacidade do musicista ao escolher sua ferramenta.

### Ausência de repertório e técnica para Instrumentos Musicais Digitais
Um instrumento musical eletroacústico possui um repertório ou uma técnica específica. Por outro lado, um IMD recém-criado pode trazer o problema de não possuir nenhum dos dois, tornando-o de difícil introdução para leigos e profissionais da área, que muitas vezes dependem de um artista referência como base de inspiração. Um exemplo que corrobora com isso é o teremim, que só obteve sucesso quando Clara Rockmore desenvolveu uma técnica para a execução de repertório clássico neste equipamento.
A partir dessa elucidação, torna-se essencial que o IMD deve ser desenvolvido com um estilo ou peça musical em mente, não ao contrário. Assim, é importante levar em consideração a existência de uma técnica para execução do instrumento.

### Coletividade na música
Na prática musical, existe um forte senso de coletividade, onde várias pessoas compõem e/ou tocam juntas, como em rodas de samba, orquestras e bandas, além dos shows e concertos, onde pessoas se reúnem para ver determinado artista.
Assim, é altamente desejável que um IMD consiga se adequar à música enquanto prática coletiva, permitindo a interação com outros instrumentos, a inserção em repertório já existente, o diálogo com estilos musicais e a passagem de técnicas pela oralidade.

### Feedback para além do som
O feedback é importante em sistemas computacionais para que o sistema seja responsivo ao seu usuário. Com instrumentos musicais, isso não é diferente, já que eles demandam alta precisão e estão sempre se comunicando com o utente de maneira a responder a seus gestos. Os exemplos mais claros são as cordas de guitarra que poderiam ferir levemente os dedos do músico, a baqueta se quebrando ou a pressão dos lábios do saxofonista na palheta do instrumento. Estas características podem auxiliar o instrumentista a conduzir sua performance, entender sua relação com o instrumento e até auxiliar sua comunicação com o público.
O feedback em um IMD pode ser primário, fornecido por meio de um controle gestual, ou secundário, fornecido por meio de geração sonora. Há também a classificação em feedback passivo e ativo, definindo o primeiro como resultante da característica física de cada instrumento, e o segundo como a resposta da interface aos gestos do usuário.
A ausência de outros referenciais para além do som pode tornar este instrumento uma performance “no escuro” e sem uma relação direta e física entre o músico e o equipamento.